# Vanderwaalskrachten
Vanderwaalskrachten zijn relatief zwakke elektromagnetische krachten tussen moleculen, genoemd naar de Nederlandse natuurkundige Johannes Diderik van der Waals. Het begrip omvat alle krachten die niet het gevolg zijn van (relatief sterkere) covalente bindingen of van elektrostatische krachten tussen ionen (metaal- en ionaire bindingen). Men onderscheidt drie soorten vanderwaalskrachten:
- De dipool-dipoolinteracties tussen twee permanente dipolen
- De geïnduceerde dipool-dipoolinteracties tussen een permanente dipool en een geïnduceerde dipool
- De londonkrachten of (london-) dispersiekrachten tussen tijdelijk gepolariseerde moleculen

Op macroniveau worden de vanderwaalskrachten aangeduid als cohesie en adhesie.

## Eigenschappen
De kracht is relatief klein; de grootte ervan hangt sterk af van het gemak waarmee de elektronenwolk vervormd kan worden (polariseerbaarheid), om zo tijdelijke dipolen te vormen. In het geval van een stof met grote atomen of moleculen zijn de deeltjes eenvoudig polariseerbaar: ze bezitten veel elektronen, waarvan een gedeelte zich ver van de atoomkern bevindt, en dus zijn de vanderwaalskrachten tussen de deeltjes van de betreffende stof groter. De onderling chemisch verwante groep van de halogenen, als enkelvoudige stof, zijn in dit opzicht interessant. Fluor moleculen (F2) bezitten relatief weinig elektronen, ondervinden onderling dus relatief kleine vanderwaalskrachten, waardoor fluor bij kamertemperatuur gasvormig is. Di-jood moleculen (I2) hebben relatief veel elektronen en ondervinden daardoor veel grotere onderlinge krachten, waardoor di-jood bij kamertemperatuur een vaste stof is. Dichloor ligt dichter bij fluor en is bij kamertemperatuur ook gasvormig, maar heeft een hoger kookpunt (-34,0 °C voor Cl2; -188,13 °C voor F2). Dibroom (Br2) ligt qua elektronendichtheid dichter tegen di-jood aan, maar is bij kamertemperatuur reeds vloeibaar. Het kookpunt van dibroom ligt dan ook lager dan dat van di-jood (58,8 °C voor Br2; 184,2 °C voor I2), maar hoger dan dat van dichloor.
In het geval van stoffen met grote moleculen, zoals eiwitten, is ook de vorm van het molecuul van belang: als de moleculen  regelmatig van vorm zijn en geen uitstulpingen bevatten, grijpen deze moleculen nauwer in elkaar en zijn de vanderwaalskrachten groter.

## Grootte van de vanderwaalskrachten
De grootte van de vanderwaalskrachten neemt toe naarmate:
- er meer elektronen in de moleculen voorkomen (in eerste benadering is het aantal elektronen evenredig met de moleculaire massa)
- de moleculen een grotere omvang hebben
- de moleculen elkaar beter kunnen benaderen (onder andere dankzij een goed contactoppervlak en een regelmatige vorm)

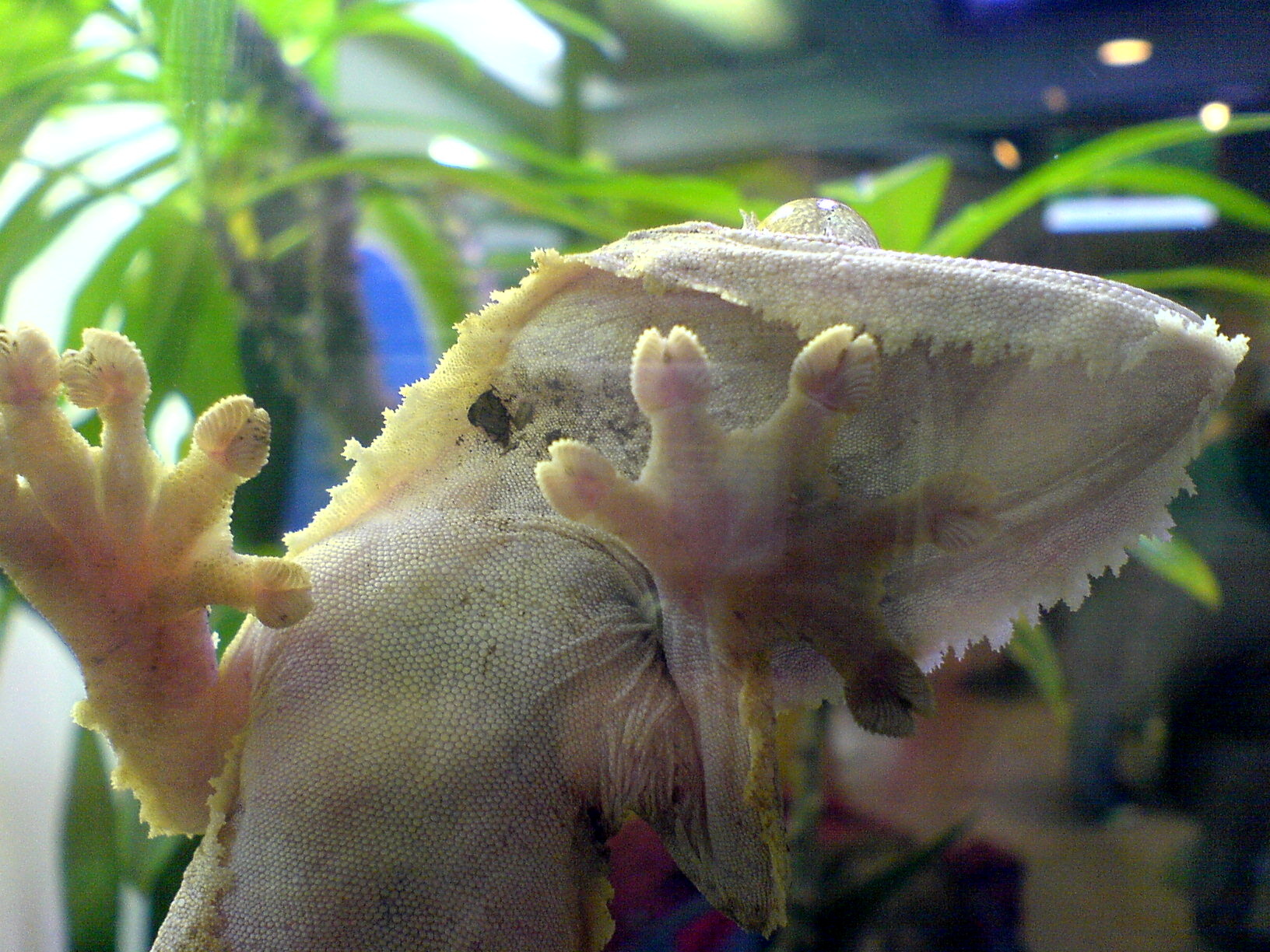
Een gekko klimt tegen een glazen plaat dankzij de vanderwaalskrachten

Een vuistregel is dat omvangrijke moleculen met een regelmatige vorm elkaar sterker aantrekken dan kleine moleculen met een grillige en vertakte vorm.
Tussen zeer grote moleculen kunnen de vanderwaalskrachten zelfs sterker zijn dan de intramoleculaire krachten. Onder normale omstandigheden kan men dergelijke stoffen pas na hun ontleding aan het koken brengen. Voorbeelden zijn fosforpentabromide (PBr5) en paraffine.